# Slaget ved Lincoln (1141)
Slaget ved Lincoln eller første slag ved Lincoln var et slag den 2. februar 1141 mellem kong Stefan af England og Matilda af England. Det var en del af den lange borgerkrig, anarkiet (The Anarchy). Stefan blev taget til fange under slaget og kastet i fængsel: Det gjorde Matilda til landets regent.

## Beretning
Kong Stefans styrker havde belejret Lincoln Castle og blev angrebet af Matildas hær, som skulle hjælpe Lincoln. Denne såkaldte angevinske hær blev ledet af hendes halvbror Robert, 1. jarl af Gloucester og bestod af Roberts mænd: Ranulf, jarl af Chester og dem, som Stefan havde gjort arveløse. På flanken var en gruppe walisisere, der blev ledet af Madog ap Maredudd, lord af Powys, og Cadwaladr ap Gruffydd. Cadwaladr var bror til Owain, prins af Gwynedd, men Owain støttede ingen af partnerne under anarkiet. Stefan havde på sin side også William af Ypres; Simon af Senlis; Gilbert af Hertford; William af Aumale, Alan af Richmond og Hugh Bigod, men led stor mangel på kavaleri.
Da slaget begyndte, flygtede mange af de store ledere fra kongen. Andre vigtige personer, der blev taget til fange sammen med kong Stefan, var Baldwin fitz Gilbert; Bernard de Balliol, Roger de Mowbray; Richard de Courcy; William Peverel af Nottingham; Gilbert de Gant; Ingelram de Say; Ilbert de Lacy og Richard fitzUrse, der alle kom fra respekterede baronfamilier; men jarlerne var flygtet.
Da de royale tropper lyttede til Stefans løjtnant, Baldwin fitz Gilbert, kunne fjenden høres, og de arveløse riddere angreb de fem jarlers kavaleri. På venstre flanke angreb jarl William Aumale af York og William Ypres og dræbte de dårligt udrustede walisere, men blev selv angrebet af Ranulfs mænd, der var ordentligt udrustet og i militær orden. Jarlerne, der var i undertal, flygtede hurtigt, og mange blev dræbt eller taget til fange. Kong Stefan og hans riddere blev hurtigt omringet af de angevinske tropper.
Resten af divisionerne kæmpede uden håb om at kunne slippe derfra, og de endte med at blive dræbt eller overgive sig. Baldwin fitz Richard og Richard fitz Urse blev begge såret og taget til fange.
Efter voldsomme træfninger i byens gader blev Stefans hær besejret. Stefan blev taget til fange og fængslet i Bristol. Han blev udvekslet med Robert af Gloucester, som blev taget til fanget under Rout of Winchester i september samme år. Det afsluttede Matildas korte tid på tronen under krigene med Stefan.

## Yderligere læsning
- Allen Brown, R., red. (1989). "Proceedings of the Battle Conference 1988". Anglo-Norman Studies. Boydell & Brewer Ltd. 11: 276. {{cite journal}}: |access-date= kræver at |url= også er angivet (hjælp)
- Matthew, Donald (2002). King Stephen. Continuum International Publishing Group. s. 102. ISBN 1-85285-272-0.